# Nothing Good Happens After 2 A.M.
Nothing Good Happens After 2 A.M. är det artonde avsnittet av första säsongen av TV-serien How I Met Your Mother. Det hade premiär på CBS den 10 april 2006.

## Sammandrag
Ted åker hem till Robin, sent samma kväll som han väntar samtal från Victoria.

## Handling
Robin får en fråga av ett av Lilys förskolebarn om sitt kärleksliv. Kollegan och nyhetsankaret Sandy Rivers stöter på henne. På kvällen känner hon sig ensam. Hon dricker ett stort glas vin och ringer Ted. 
Han beger sig till hennes lägenhet och försöker på vägen rationalisera sitt beteende. Han talar till sitt undermedvetna, som framträder som Victoria. Han rådfrågar Marshall och Lily, som försöker få honom att ändra sig men i stället uppmuntrar honom eftersom Lily nämner att Robin har känslor för Ted.
När Ted kommer hem till Robin ljuger han om att han och Victoria har gjort slut. Ted och Robin börjar kyssas. Han ursäktar sig och går till toaletten med sin mobiltelefon för att ringa Victoria. Hans undermedvetna dyker upp igen, och säger att det inte är en bra idé att göra slut med Victoria över telefon på toaletten för att han ska kunna ha sex med en annan. 
Ted erkänner att Victoria förtjänar att han gör slut på ett snyggt sätt, men konstaterar också att han verkligen vill ha sex med Robin. När han väl har övertygat sig själv om att det är godkänt att ha sex med Robin inser han att han har fått med sig fel telefon. Hans egen telefon har just ringt och Robin har svarat i den. Det är Victoria som ringer. Robin blir arg. Ted åker hem och gör slut med Victoria. 
Barney försöker under tiden bevisa för Marshall och Lily att det kan hända bra saker även efter att klockan har slagit två på natten. Han bjuder med en koreansk Elvis Presley-imitatör till deras stammisbar MacLaren's. Kvällen slutar med att "Elvis" viskar något i Lilys öra som får henne att knäa honom i skrevet. Barney tar händelsen till bevis för att en kväll trots det sena klockslaget kan bli "legendarisk".

## Popkulturella referenser
- Koreanske "Elvis" sjunger karaoke till "The Morning After" av Maureen McGovern.